# 平田公共運輸交匯處

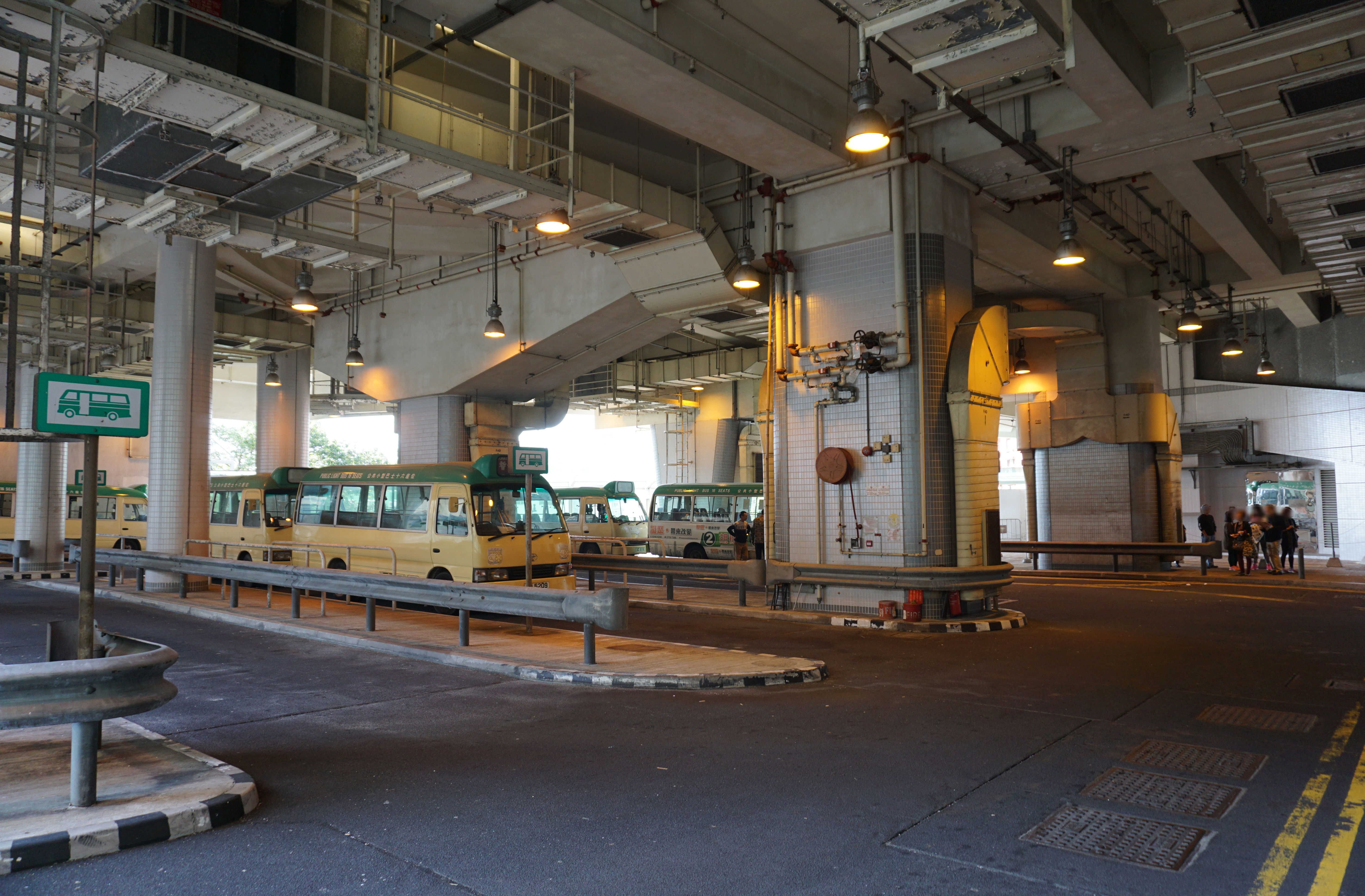
平田公共運輸交匯處小巴總站

平田公共運輸交匯處（英語：Ping Tin Public Transport Interchange）位於九龍東觀塘區藍田啟田商場新翼地下、安田邨基座。平田公共運輸交匯處包括一個巴士總站和一個小巴總站，兩總站中間因停車場通道而分隔開。
此總站可讓市民在此前往紅磡、慈雲山、旺角、葵涌、沙田及港島區（銅鑼灣至中環一帶）。現時共有12條巴士路線和2條專線小巴路線作為終點站。

## 總站路線資料（巴士）

### 九龍巴士15線
- 平田 ↔ 紅磡（紅鸞道）

1968年2月24日起投入服務，2003年7月6日配合平田總站啟用而遷入，途經藍田、觀塘、牛頭角、新蒲崗、九龍城、土瓜灣等地，為沿線乘客服務。

### 九龍巴士15A線
- 平田 ↔ 慈雲山（北）

1968年2月24日起投入服務，2003年7月6日配合平田總站啟用而遷入，途經藍田、觀塘、偉業街、九龍灣商貿區、麗晶花園、彩虹邨、新蒲崗及鳳凰新村等地，為沿線乘客服務。

### 九龍巴士16線（特別班次）
- 平田 → 旺角（柏景灣）

1975年3月16日起投入服務，初期來往藍田（北）←→大角咀碼頭，1993年8月26日起延長至藍田（廣田邨），並保留平日早上由藍田（北）開出的特別班次，此特別班次2003年7月6日配合平田總站啟用而改由本站開出，途經興田邨、觀塘、牛頭角、新蒲崗、九龍城、旺角、大角咀等地，為沿線乘客服務。

### 九龍巴士38線
- 葵盛（東） ↔ 平田

1975年12月23日起投入服務，初期來往觀塘（裕民坊）←→葵盛（東），1990年5月29日九龍區總站延長至藍田站，再於2003年7月6日遷往平田，途經藍田、觀塘、牛頭角、彩虹邨、鑽石山、黃大仙、大窩坪、石籬、葵興、葵芳（僅往葵盛（東）方向）等地，為沿線乘客服務。

### 九龍巴士38P線
- 葵盛（中） ↔ 平田

2018年3月5日起投入服務，途經葵興、中葵涌、呈祥道、龍翔道後直達九龍灣商貿區及觀塘市中心來往平田，初時只於星期一至五早上提供單向服務。於2020年12月14日提供回程服務。

### 九龍巴士40A線
- 葵興站 → 平田

2017年12月4日投入服務，途經葵芳、美孚、黃大仙、鑽石山、九龍灣、觀塘及藍田，只於星期一至五下午繁忙時間提供服務。

### 九龍巴士40B線
- 葵涌邨 → 平田

2024年3月11日投入服務，途經葵興、葵芳、荔景、美孚、黃大仙、鑽石山、九龍灣、觀塘及藍田，只於星期一至五上午繁忙時間提供服務。

### 九龍巴士74S線
- 平田 ↔ 和合石

只在清明節及重陽節期間行走。初期來往和合石及藍田站，後來九龍區總站由2013年重陽節起改為平田。

### 九龍巴士88X線
- 火炭（穗禾苑） ↔ 藍田（平田）

2014年8月4日起投入服務，當時循環來往沙田站及平田。此線於2017年1月23日遷往火炭站，並加經火炭工業區及源禾路（瀝源邨及禾輋邨一帶），為瀝源邨及禾輋邨一帶居民、火炭居民、及來往火炭工業區、沙田市中心上下班的通勤乘客提供一條來往東九龍的直達路線，並更改服務時間為06:45-22:15。2021年9月26日繞經油塘及碧雲道，不經啟田道，並改為雙向運作。

### 過海隧道巴士603線
- 平田 ↔ 中環渡輪碼頭

1994年6月30日起投入服務，2003年7月6日配合平田總站啟用而遷入，途經藍田、廣田邨、高俊苑、鯉魚門廣場、油塘邨、東區海底隧道、銅鑼灣、灣仔、金鐘、中環，為沿線乘客服務。

### 過海隧道巴士603A線
- 平田 → 中環街市（上午班次）
中環（林士街）→ 平田（下午班次）

2018年1月15日起投入服務，是603線的特別班次，途經藍田、廣田邨、高俊苑、鯉魚門廣場、油塘邨、東區海底隧道、北角、銅鑼灣、灣仔、金鐘、中環，初時只於星期一至五早上提供單向服務。於2021年9月20日提供回程服務。

### 過海隧道巴士603P線
- 中環渡輪碼頭 → 平田

2000年8月31日起投入服務，2003年7月6日配合平田總站啟用而遷入，是603線的特快班次，只提供單向往藍田服務，不經銅鑼灣一帶。

### 過海隧道巴士603S線
- 平田 → 中環（機利文街）

2004年2月23日起投入服務，是603線的短途班次，只提供單向往港島服務，港島區終點站位於中環干諾道中86號。

### 九龍巴士889線
- 沙田馬場 → 藍田（平田）

1978年10月7日起投入服務，初期來往觀塘碼頭←→沙田馬場，2000-01年度馬季起延長至藍田（北），再於2003年7月6日遷往平田，途經藍田、廣田邨、高俊苑、鯉魚門廣場、油塘邨、觀塘、牛頭角、彩虹邨、新蒲崗、黃大仙等地，為到馬場消遣的人士服務。由2018年9月2日起取消平田往沙田馬場的服務，只在沙田馬場賽馬日賽事完結後提供由沙田馬場返回本站之服務。

## 總站路線資料（專線小巴）

### 九龍區專線小巴24線
- 鯉魚門（三家村碼頭） ↔ 藍田（平田邨）

### 九龍區專線小巴60線
- 藍田（平田邨） ↔ 順利邨（新利街）

## 車坑分佈
| 車坑分佈（以入口最左邊起計） | 車坑分佈（以入口最左邊起計） | 車坑分佈（以入口最左邊起計）  |
| 車坑編號                     | 車坑數目                     | 路線                          |
| ---------------------------- | ---------------------------- | ----------------------------- |
| 1                            | 雙坑                         | 過海隧道巴士603、603A、603S線 |
| 2                            | 單坑                         | 九龍巴士15A線                 |
| 3                            | 雙坑                         | 九龍巴士38、38P線             |
| 4                            | 單坑                         | 九龍巴士15線                  |
| 5                            | 單坑                         | 九龍巴士16線（特別班次）      |
| 6                            | 單坑                         | 九龍巴士88X線                 |
| 7                            | 交匯處外停車灣               | 紅色小巴站                    |

## 過往以平田為總站路線
- 九龍巴士15C線
- 九龍巴士277X線